# Juvel
Juvel (* 1982 in Teheran; bürgerlich Hamoon Zargaran Javaher) ist ein deutscher Rapper aus Hamburg mit iranischer Herkunft. Sein Künstlername Juvel ergab sich aus seinem Nachnamen Javaher, was übersetzt Edelstein bedeutet.

## Biografie
Juvel wurde 1982 in Teheran geboren. Er wuchs im noblen Norden von Teheran als Sohn einer Schriftstellerin und eines Siemens-Vorstandchefs auf. Aufgrund des damals herrschenden ersten Golfkrieges flüchtete die Familie in ein Asylbewerberheim in Hamburg-Langenhorn. So verbrachte Juvel den Großteil seiner Kindheit in Hamburg, wo er später am Helene-Lange-Gymnasium sein Abitur absolvierte. Durch seinen großen Bruder kam er mit Rap in Kontakt. Im Alter von vierzehn Jahren rappte er seine ersten Texte, damals noch auf Englisch. Professionell zu rappen begann er, als er seine ersten deutschen Texte im Zeitraum der Entstehung seines Musiklabels Curtains Up rappte. Dort veröffentlichte er 2008 das kostenlose Online-Mixtape Freier Eintritt, in welchem er über bereits verwendete Beats seines Labelpartners PhreQuency rappte. Im Mai 2009 erschien Juvels Debütalbum Wolkenloch, welches Features von Azad, Manuellsen, Bass Sultan Hengzt, Josof und Fauzy enthielt.

## Diskografie
Alben
- 2009: Wolkenloch

Mixtapes
- 2008: Freier Eintritt (Online-Mixtape)
- 2010: CUkunftsmusik (Das Making Of!) (Online-Mixtape mit phreQuincy und Josof als WSIH)

Juice-Exclusives
- 2008: Faustring Schlagstock Weste (feat. Manuellsen) (Juice-Exclusive! auf Juice-CD #83)
- 2008: Blank (Juice-Exclusive! auf Juice-CD #85)
- 2008: Egal was du denkst (feat. Rob Easy, Sprachtot und Bonez MC) (Juice-Exclusive! auf Juice-CD #92)
- 2009: Meine Stadt (feat. Azad, Bass Sultan Hengzt und Manuellsen) (Juice-Exclusive! auf Juice-CD #96)
- 2010: Gang Star (WSIH feat. Manuellsen) (Juice-Exclusive! auf Juice-CD #107)